# 2,4,6-tribroomresorcinol
2,4,6-tribroomresorcinol  is een organische verbinding uit de groep dihydroxybenzenen, afgeleid van resorcinol. De stof komt voor als een beige poeder.

## Synthese
2,4,6-tribroomresorcinol wordt gevormd door de bromering van resorcinol in chloroform:
De bromering kan ook gebeuren met beryllium als katalysator in aanwezigheid van di-ethylether.

## Toepassingen
Als diol kan het gebruikt worden voor de synthese van epoxyharsen (polyepoxiden), polyesters of polycarbonaten.